# Російська спілка есперантистів
Російський союз есперантистів (РоСЕ; рос. Российский союз эсперантистов / РоСЭ, есп. Rusia Esperantista Unio / REU) — це загальноросійська громадська організація, що об'єднує прихильників поширення міжнародної мови есперанто у всіх сферах людської діяльності для встановлення справедливого і рівноправного мовного порядку у всьому світі, зміцнення взаєморозуміння і дружби між народами, що населяють Землю. 
Членами РоСЕ є індивідуальні есперантисти та їх об'єднання - клуби - у різних регіонах Росії. 
РоСЕ - громадська організація, яка існує виключно на некомерційній добровільній основі, і його кошти формуються переважно із членських внесків та добровільних пожертвувань.

## Попередники
- 1921-1938 (1989-1991) — Союз есперантистів радянських республік;
- 1979-1989 — Асоціація радянських есперантистів

## Діяльність
РоСЕ організовує зустрічі різноманітні есперантистів - конгреси, зльоти, фестивалі - метою яких є мовна практика, визначення стратегії розвитку руху есперантистів та подальшого поширення міжнародної мови, розвиток культури - літератури, музики, поезії - на міжнародній мові, а також просто дружнє спілкування однодумців. 
РоСЕ видає літературу мовою есперанто, в тому числі журнали, а також навчальні посібники, словники, книги про Есперанто та рух есперантистів російською мовою, касети і компакт-диски з піснями на есперанто. Книжкова служба РоСЕ займається розповсюдженням літератури на Есперанто серед своїх членів і всіх зацікавлених осіб. 